# گورستان ملا خورشید
قبرستان ملا خورشید مربوط به دوره قاجار است و در شهرستان شیراز، بخش مرکزی، دهستان دراک، جنوب روستای کلستان، ابتدای جاده خلار واقع شده و این اثر در تاریخ ۳۰ بهمن ۱۳۸۶ با شمارهٔ ثبت ۲۰۸۷۸ به‌عنوان یکی از آثار ملی ایران به ثبت رسیده است.